# Molannodes incurvatus
Molannodes incurvatus är en nattsländeart som först beskrevs av Wiggins 1968.  Molannodes incurvatus ingår i släktet Molannodes och familjen skivrörsnattsländor. Inga underarter finns listade i Catalogue of Life.